# جشنگته (شهرستان اوسترودا)
جشنگته (به لهستانی:  Dziśnity) یک روستا در لهستان است که در گمینا ماودته واقع شده‌است. جشنگته ۱۸۰ نفر جمعیت دارد.